# Pygoplites diacanthus
El Pygoplites diacanthus és un peix marí i única espècie del gènere Pygoplites, de la família Pomacanthidae.
És una espècie àmpliament distribuïda, i amb poblacions estables. També és una espècie exportada per al comerç d'aquariofília, tot i que rarament sobreviu més de sis mesos en captivitat.

## Morfologia
Té el cos curt i comprimit lateralment, i la boca petita amb dents com raspalls. Té 14 espines dorsals, entre 17 i 19 radis tous dorsals, 3 espines anals i 17-19 radis tous anals.
La coloració base del cos i cap és taronja, més groguenca a la part inferior, i té ratlles blancoblavoses verticals, vorejades de negre, que s'estrenyen cap a l'aleta dorsal, travessant-li el cos. El cap té ratlles blaves irregulars. La part posterior de l'aleta dorsal és negra, esquitxada de molts puntets molt propers, de color blau. I la part posterior de l'aleta anal té ratlles paral·leles en el contorn del cos, alternant groc i blau. L'aleta caudal és groga.
Els espècimens joves tenen la coloració del cap, cos i aletes groguenca, i van afegint-hi ratlles blanques verticals amb el creixement. A la part posterior de l'aleta dorsal tenen un gran ocel negre, vorejat d'un anell blanc.
Els mascles fan fins a 25 cm de llarg.

## Hàbitat i capteniment
És una espècie associada a esculls i classificada com no migratòria. Freqüenta esculls costaners, tant en llacunes com mar endins. I se'ls veu sovint a prop de coves i esquerdes, on els jóvens s'amaguen ràpidament davant qualsevol perill.
El seu rang de profunditat és entre 3 i 60 m.
Els jóvens es troben en aigües superficials i protegides, mentre que els adults freqüenten àrees de ric creixement coral·lí i murs d'esculls pronunciats. Els adults corren solitaris, en parelles o grups.

## Distribució geogràfica
Es distribueix per l'oceà Indo-Pacífic. És espècie nadiua d'Aràbia Saudita, Austràlia, Bangladesh, Birmània, Cambodja, Comores, Illes Cook, Egipte, Eritrea, Fiji, Filipines, Guam, Índia (Andaman, Nicobar), Indonèsia, Japó, Jordània, Kenya; Kiribati (Phoenix), Madagascar, Malàisia, Maldives; Illes Mariannes del Nord, Illes Marshall, Maurici, Mayotte, Micronèsia, Moçambic, Nauru, illa Navidad, Niue, Nova Caledònia, Oman, Palau, Papua Nova Guinea, Polinèsia, Reunió, Samoa, Seychelles, Singapur, illes Salomó; Somàlia, Sri Lanka, Sud-àfrica, Sudan, Tailàndia, Taiwan, Tanzània, Tokelau, Tonga, Tuvalu, Vanuatu, Vietnam, Wallis i Futuna, Iemen i Djibouti.

## Alimentació
És omnívor, i s'alimenta principalment d'esponges, tunicats i algues.

## Reproducció
Tot i que no hi ha massa informació sobre el cicle reproductiu d'aquesta espècie, com la resta de la família, és dioica i ovípara.
La fertilització n'és externa, fresant en parella. Les larves són planctòniques.
No cuiden els alevins. L'edat màxima reportada n'és de 15 anys. La seua resiliència és de grau mitjà, amb una població duplicada en un temps mínim d'1,4 a 4,4 anys.

## Galeria

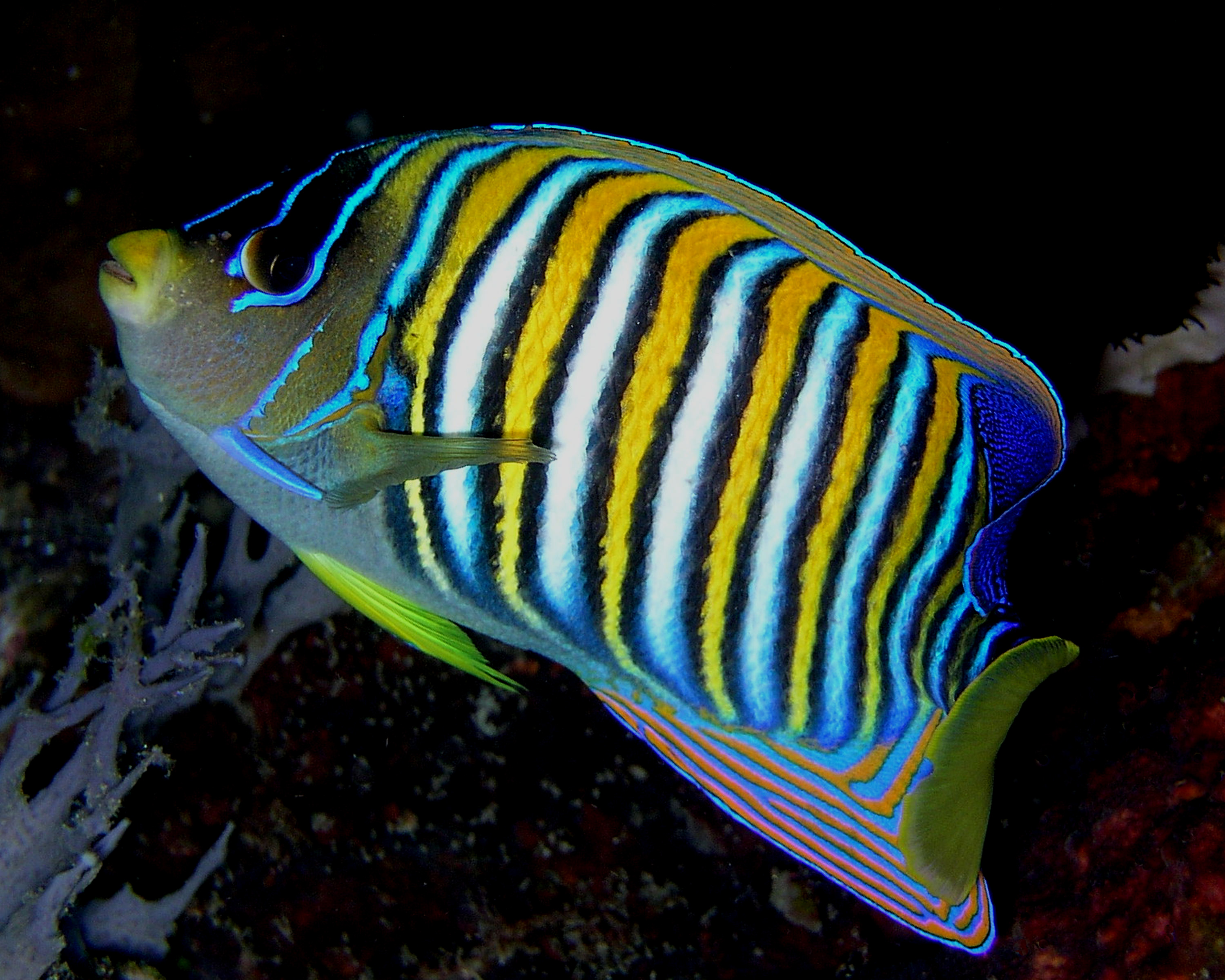
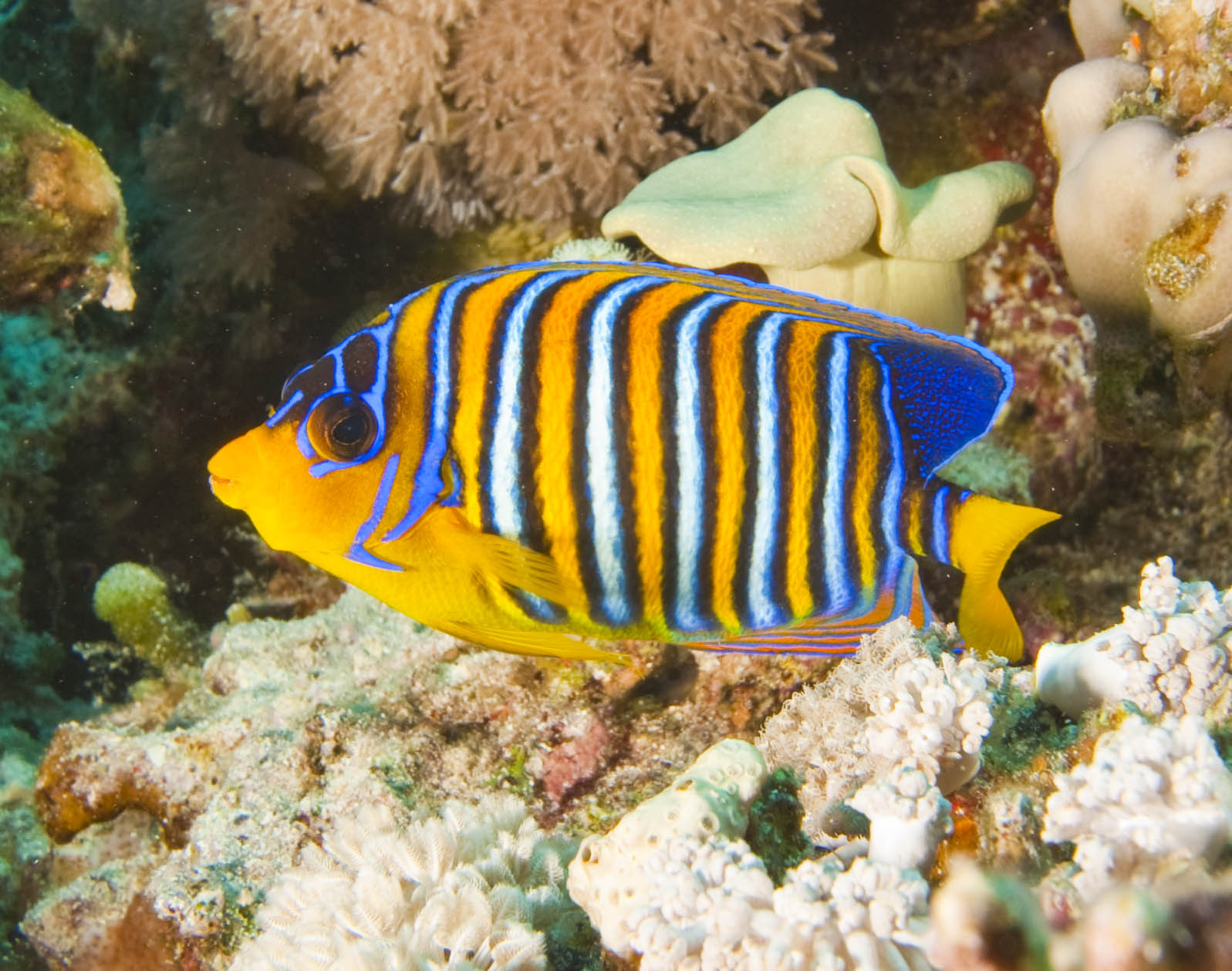
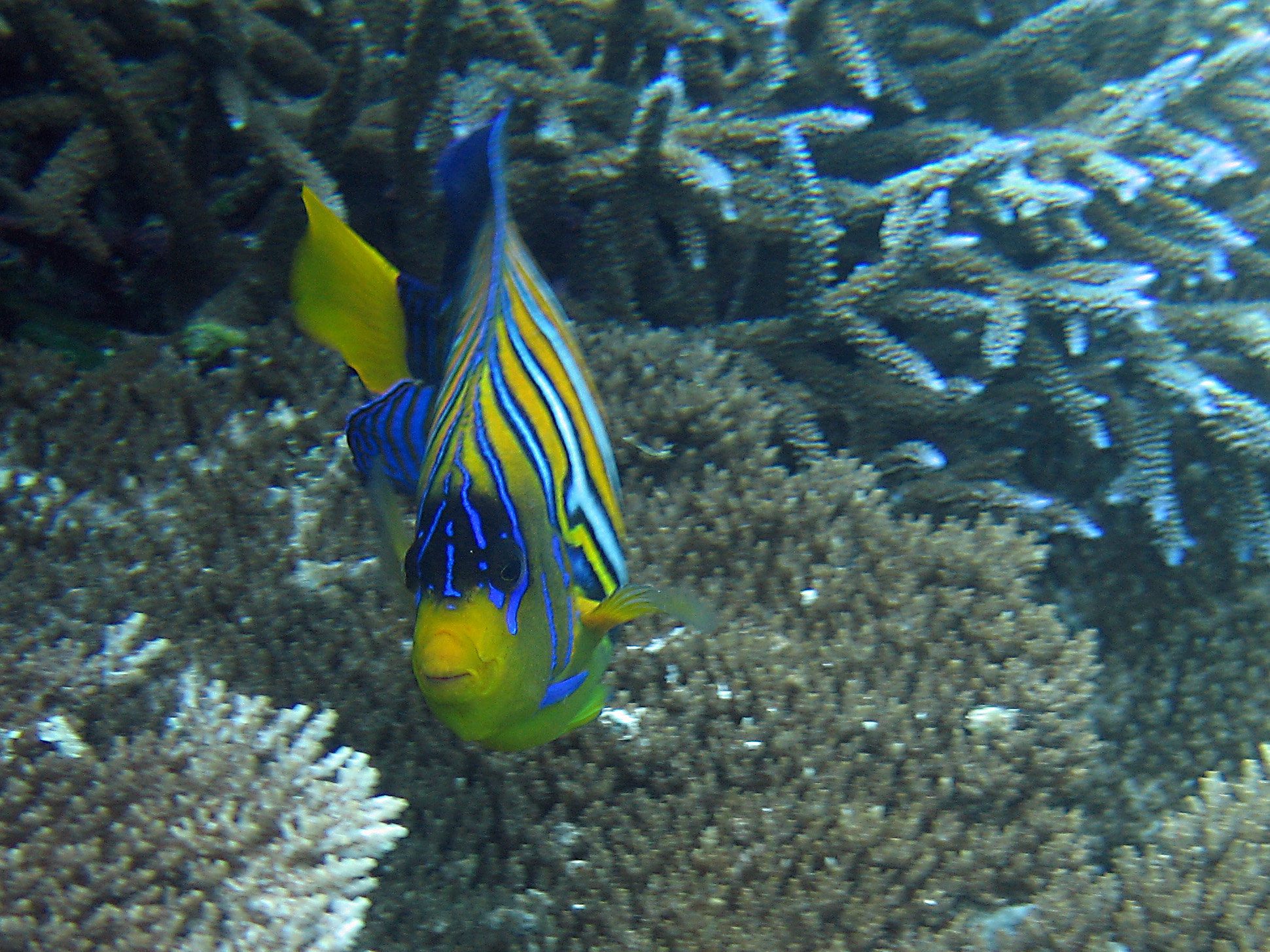
Exemplar a Maldives
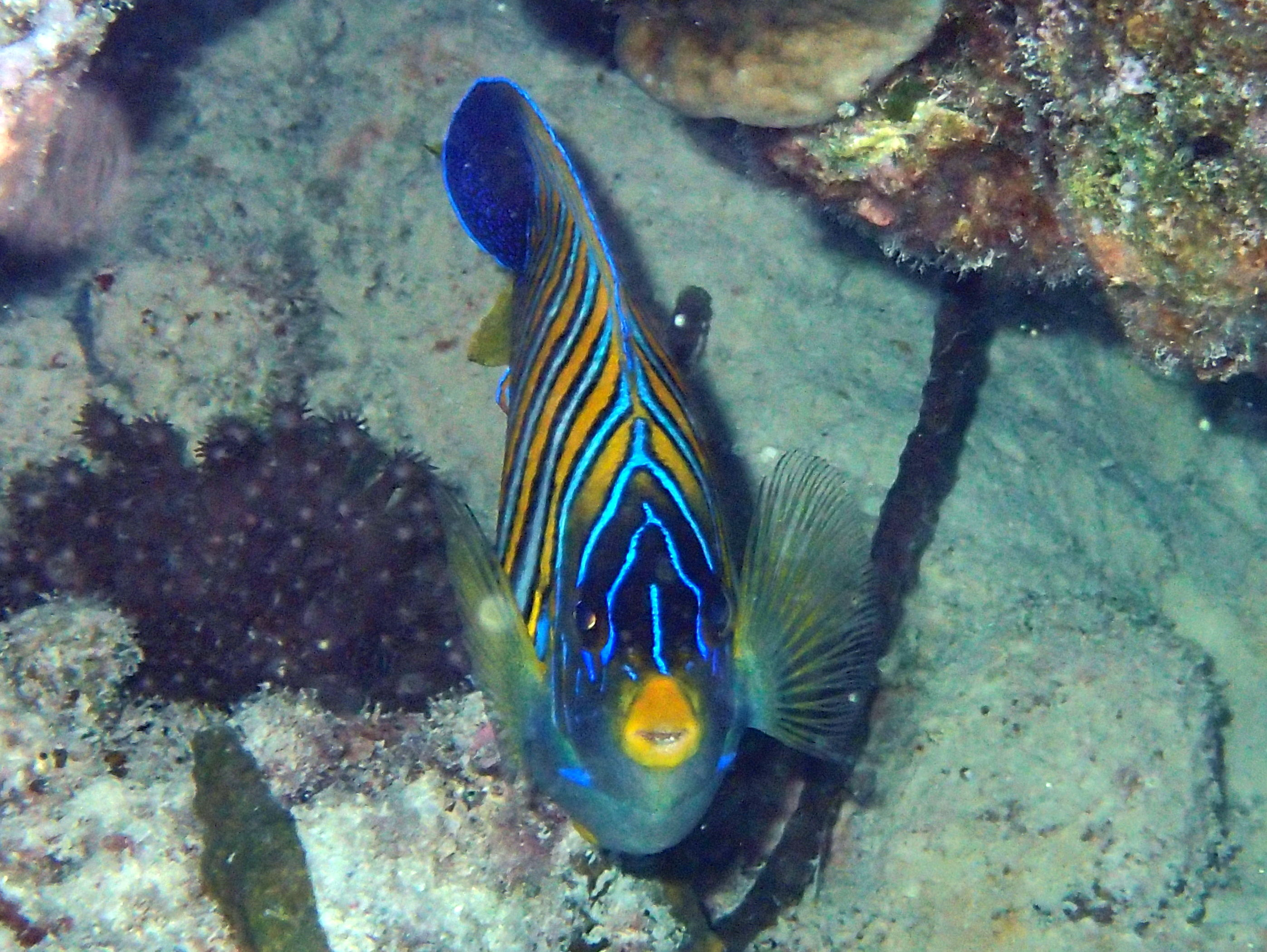
Vista frontal de P. diacanthus a Tonga
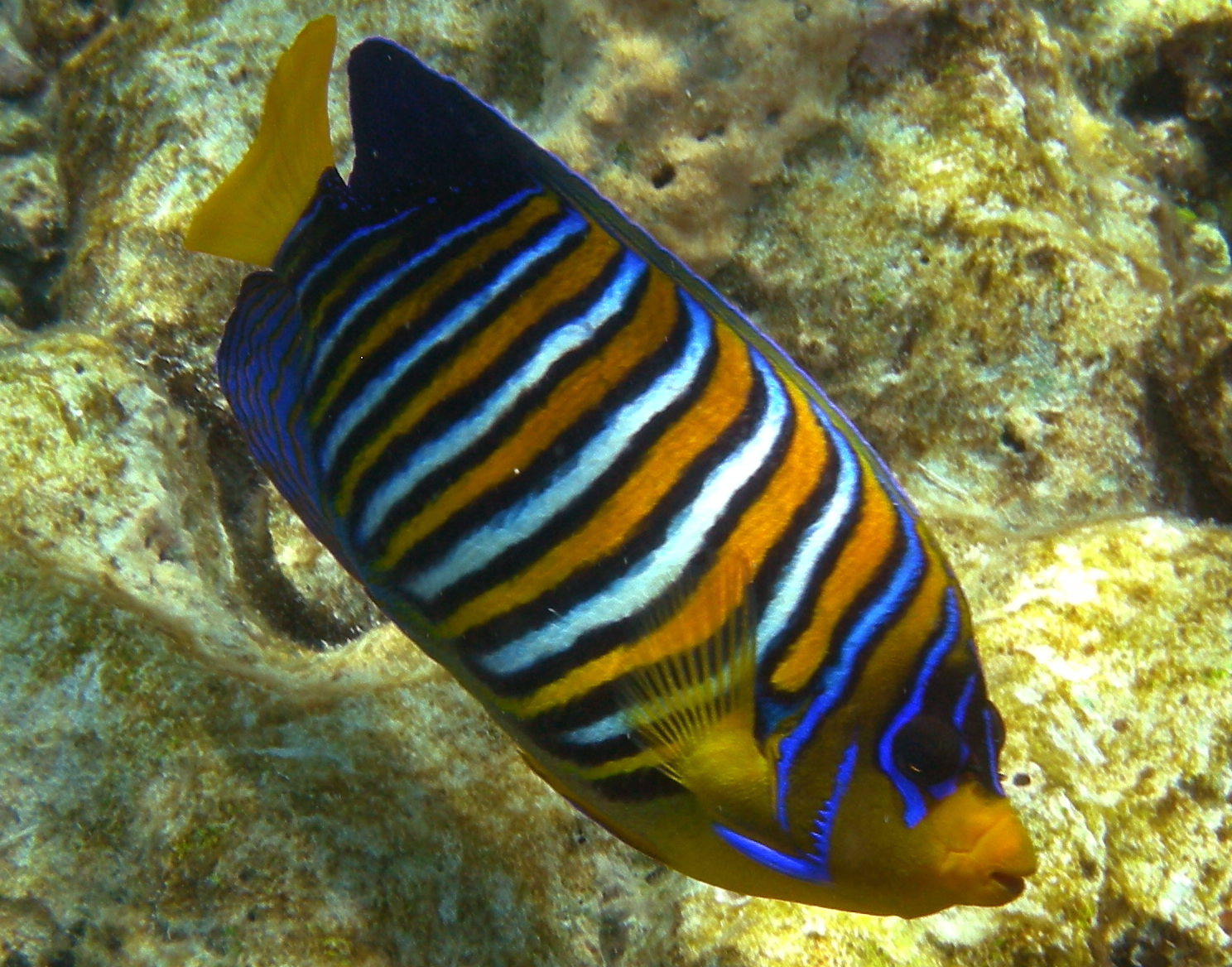
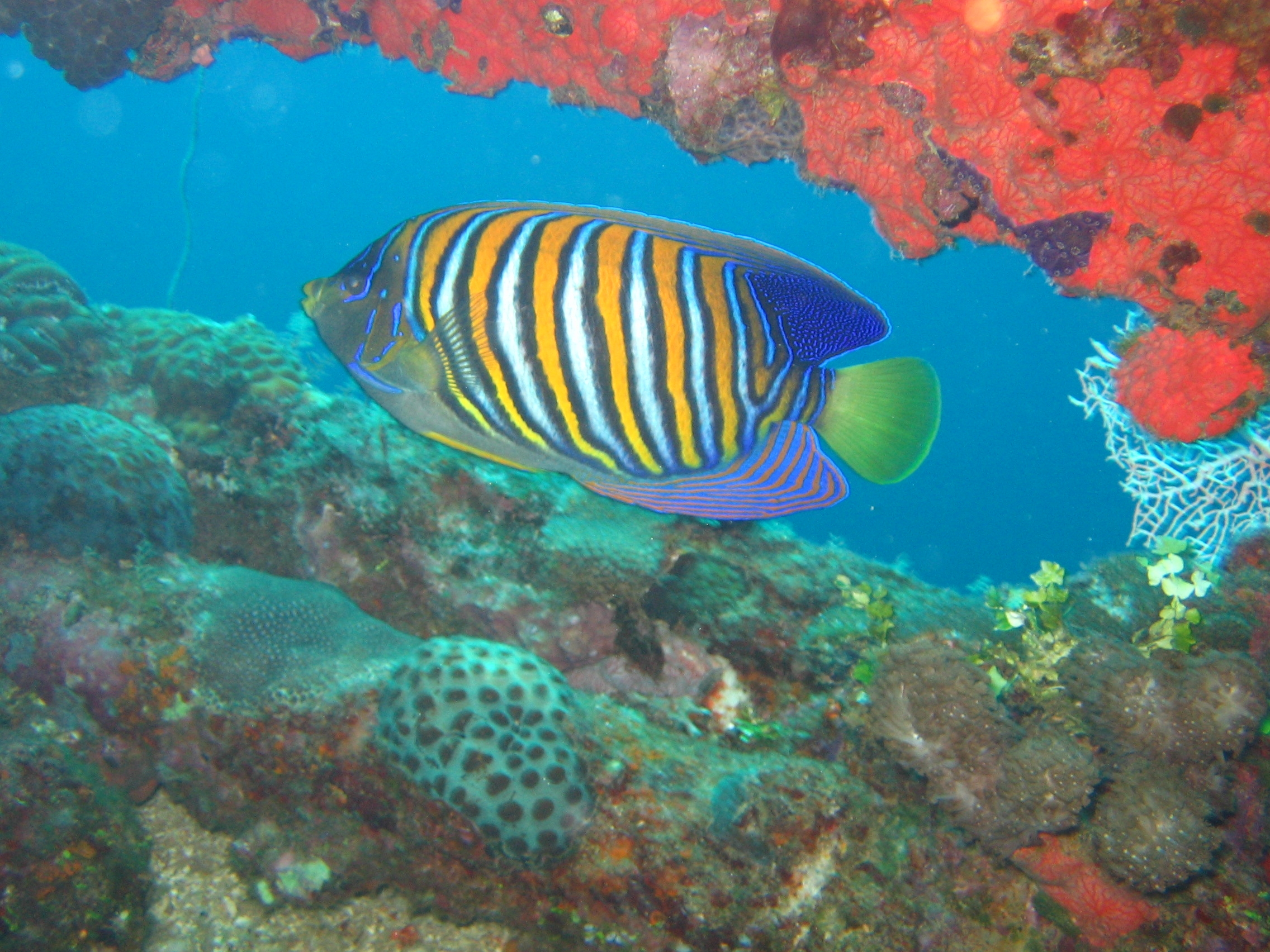
P. diacanthus a Chuuk, Micronèsia
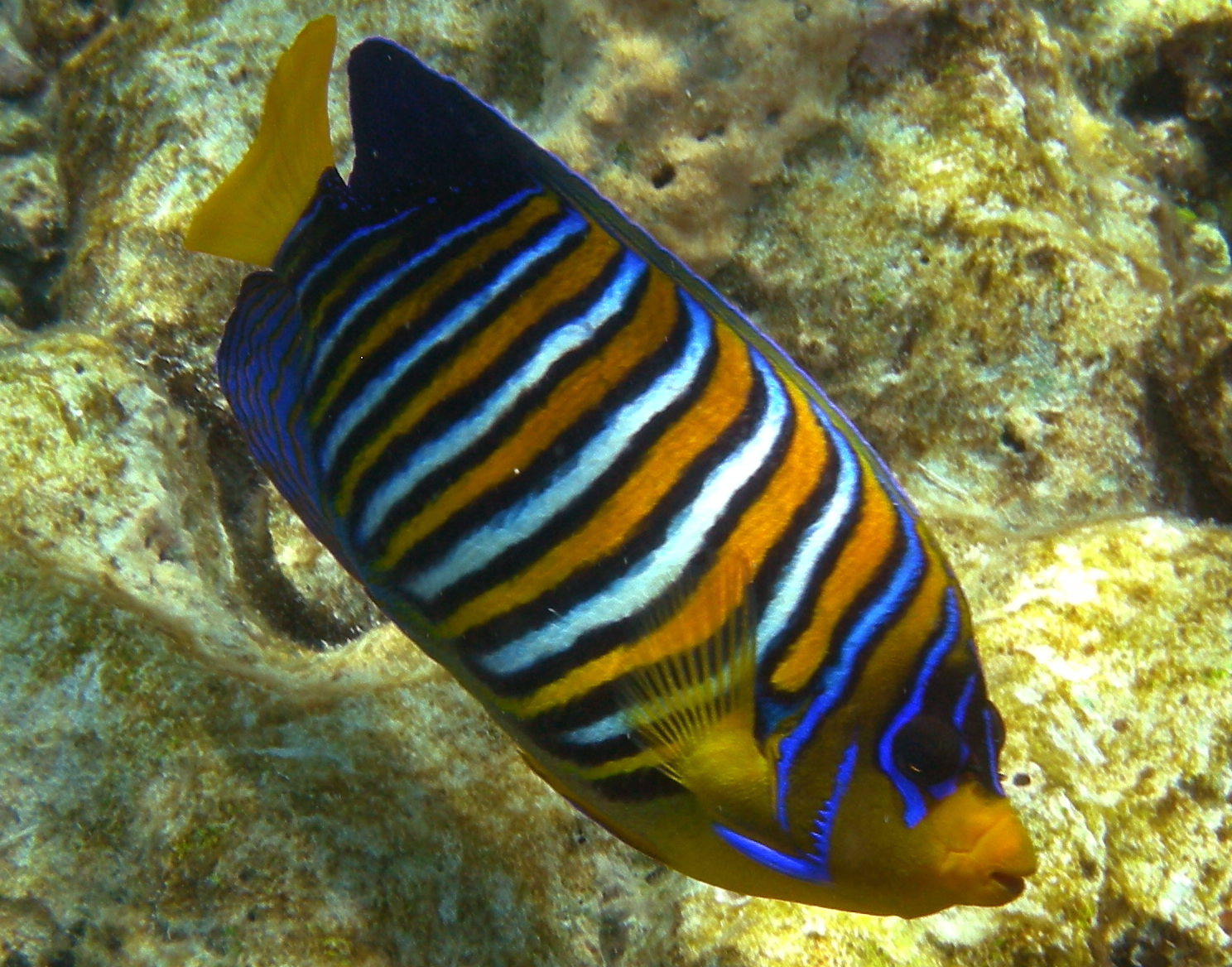
Junt a un coral Acropora a Maldives
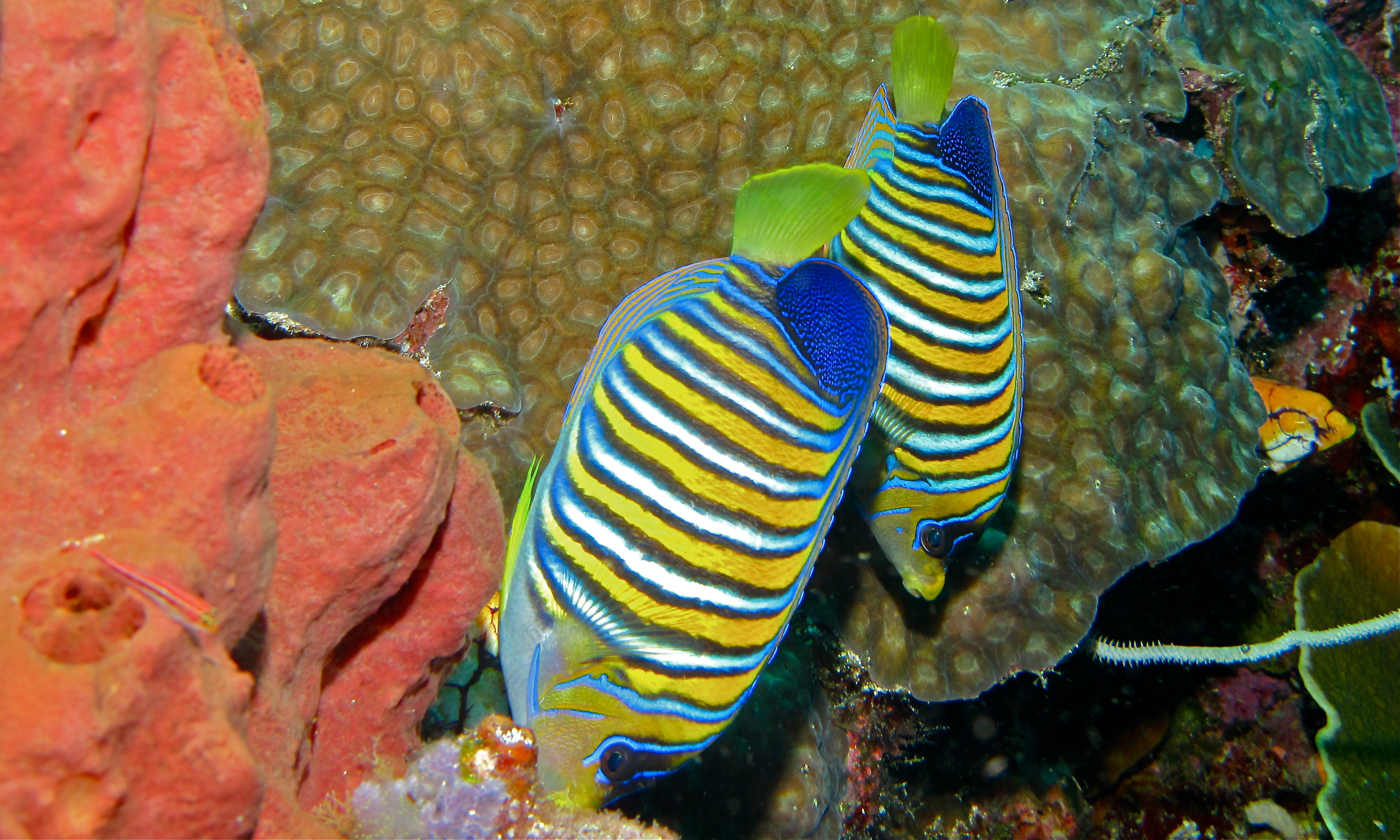
Parella de P. diacanthus a Bunaken, Indonèsia